# Zonitoschema tenuicollis
Zonitoschema tenuicollis es una especie de coleóptero de la familia Meloidae.

## Distribución geográfica
Habita en Guinea.